# Siegaue (SU-093)
Koordinaten: 50° 46′ 30″ N, 7° 17′ 30″ O

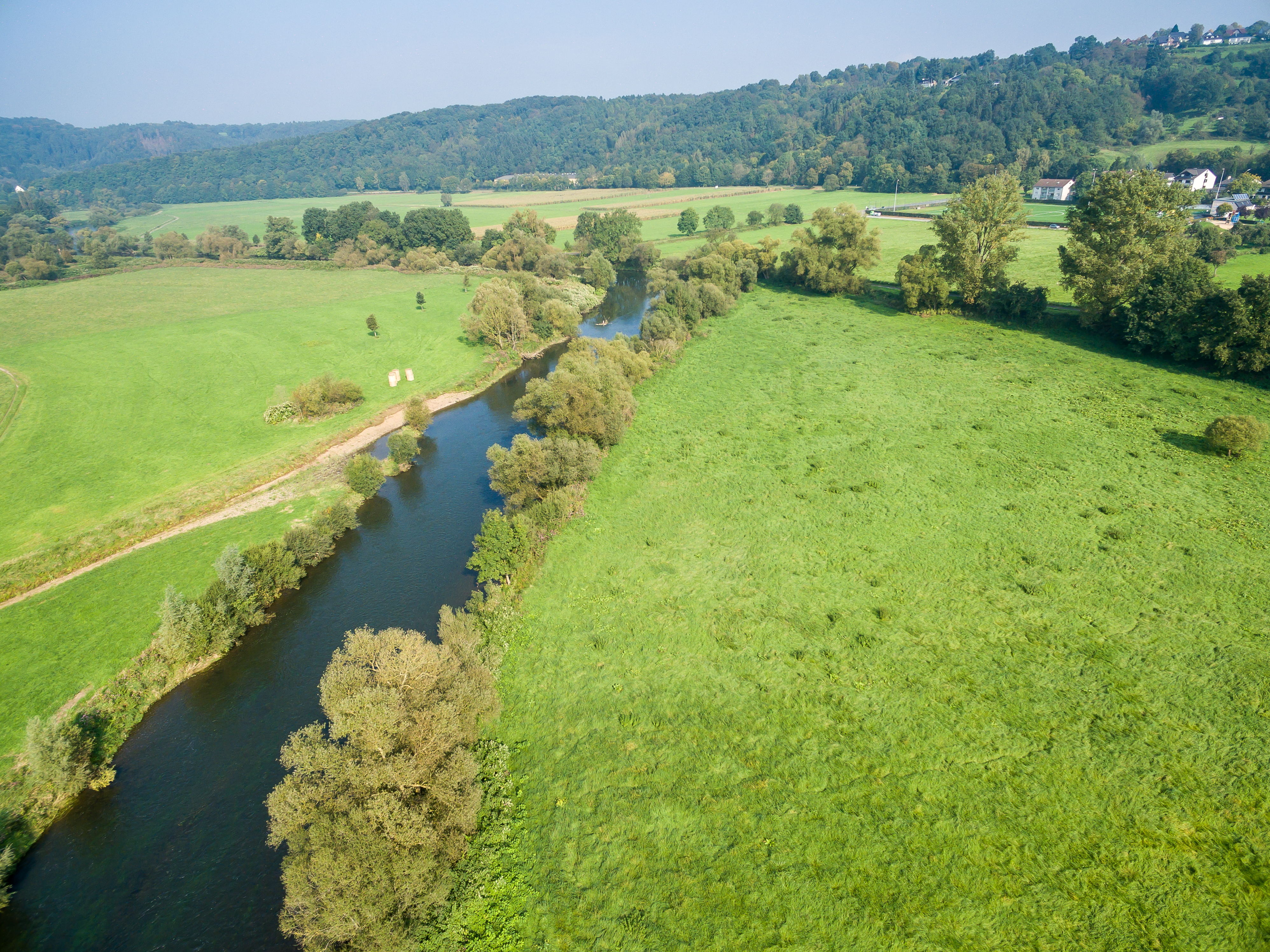
Naturschutzgebiet Siegaue (SU-093) (September 2017)

Das Naturschutzgebiet Siegaue (SU-093) liegt auf dem Gebiet der Stadt Hennef im Rhein-Sieg-Kreis in Nordrhein-Westfalen. Das aus zwei Teilflächen bestehende Gebiet erstreckt sich zwischen Buisdorf, einem Stadtbezirk von Sankt Augustin im Westen und dem östlich gelegenen Merten entlang der Sieg. Bei Allner, einem Ortsteil der Stadt Hennef, durchschneidet die A 560 das Gebiet, die A 3 verläuft westlich.

## Bedeutung
Das etwa 3134 ha (= „Offizielle Fläche“; Digitalisierte Fläche: 313,12 ha) Gebiet wurde im Jahr 1992 unter der Schlüsselnummer SU-093 unter Naturschutz gestellt.